# Maximilian von Laffert
Maximilian von Laffert, per intero Maximilian August Hermann Julius von Laffert (Lindau, 10 maggio 1855 – Francoforte sul Meno, 20 luglio 1917), è stato un generale tedesco che prestò servizio nell'esercito tedesco durante la prima guerra mondiale, decorato con la Pour le Mérite.

## Biografia
Nato il 10 maggio 1855 a Lindau, nell'allora Regno di Baviera, Maximilian von Laffert era figlio di Karl von Laffert e Klara von der Wense, entrambi di nobili origini. Terminata la scuola nella città sassone di Celle, entrò nella scuola cadetti di Dresda nel 1871, per uscirne come Sekonde-Leutnant (secondo tenente) nel 1874, in servizio nell'esercito sassone. Benché inizialmente assegnato al Reggimento fanteria nº 102 di Zittau, nel 1876 successivamente transitò nel Reggimento ussari nº 18, a Großenhain, dove nel 1880 ricevette la promozione a Premier-Leutnant (primo tenente). Dopo due anni all'accademia militare prussiana di Berlino, dal 1883 al 1885, tornò nel Reggimento ussari nº 18 per rimanervi fino al 1889, trasferito al quartier generale della 23ª Divisione di fanteria.
Maggiore nel 1893, un anno dopo fece ritorno al suo vecchio reggimento ussari quindi, dopo la promozione a Oberstleutnant (tenente colonnello nel 1898, nel 1899 passò al comando del Karabiner-Regiment di Borna, preludio alla promozione a Oberst (colonnello) arrivata nel 1900. Negli anni seguenti von Laffert comandò varie unità: il Reggimento a cavallo della guardia nel 1903, la 32ª Brigata di cavalleria nel 1904, la 23ª Brigata di cavalleria nel 1907 e la 40ª Divisione di fanteria nel 1908. Nel frattempo, nel 1904 era stato promosso Generalmajor e nel 1908 Generalleutnant. Il suo servizio nella cavalleria sassone incluse anche il ruolo di ispettore della scuola militare di cavalleria dal 1904 al 1907.
Quando l'Impero tedesco entrò nella prima guerra mondiale nel 1914 il General der Kavallerie von Laffert si trovava, dal novembre 1912, al comando del XIX Corpo d'armata sassone, subordinato alla 3ª Armata del generale Max von Hausen che seguì nell'invasione del Belgio e della Francia seguendo il Piano Schlieffen e, di conseguenza, guidando i suoi uomini nella prima battaglia della Marna e nella prima battaglia dell'Aisne. Successivamente prese parte alle battaglie di La Bassée (1915), della Somme (1916), e di Messines (1917). Il 20 luglio 1917, mentre si trovava per lavoro a Francoforte sul Meno, von Laffert venne colto da un attacco di cuore che gli fu fatale e subito dopo, quasi inaspettatamente, morì. Spostato con Marie von Wilke, ebbe un figlio e due figlie.

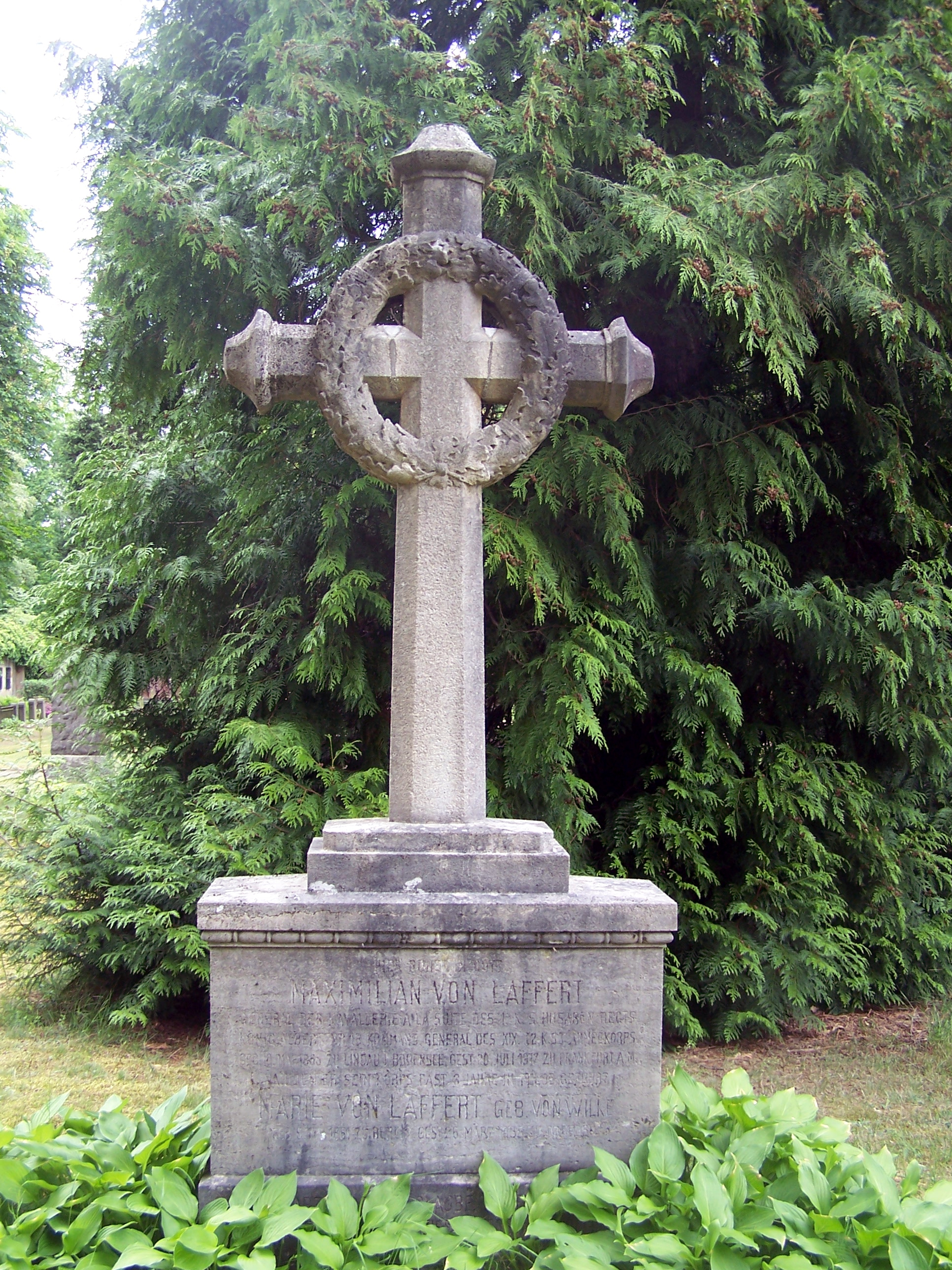
La tomba di von Laffert nel Nordfriedhof di Dresda

È sepolto al Nordfriedhof di Dresda.